# 蒙塞茨-隆日瓦
蒙塞茨-隆日瓦（法語：Moncetz-Longevas）是法国马恩省的一个市镇，位于该省中部偏东南，属于香槟沙隆区。该市镇总面积7.24平方公里，2009年时的人口为560人。

## 人口
蒙塞茨-隆日瓦人口变化图示